# رأس الحكمة
رأس الحكمة، هي قرية تابعة لمدينة مرسى مطروح، محافظة مطروح، مصر. تقع رأس الحكمة على الساحل الشمالي شرق مدينة مرسى مطروح بنحو 70 كيلو متر.

## مشروع مدينة رأس الحكمة
مدينة رأس الحكمة  هو مشروع مدينة مخططة من المخطط إقامة مدينة على مساحة 55 ألف فدان مكان القربة حيث تأمل الحكومة المصرية بأن تصبح المدينة «شرم شيخ» جديدة على البحر المتوسط.تنقسم المدينة الجديدة إلى 11 منطقة: البوابة الشرقية- باب الشمس- التل الأبيض- حى التصميم- مدينة القبائل- جزيرة الحكمة- وادي التين- الحى القديم- شاطئ السلاحف- الخليج- البوابة الغربية.ومن المخطط أن يتم بنائها على الطابع المعماري البدوي. المشروع ضمن المخطط الاستراتيجي لتطوير الساحل الشمالي الغربي.

### التاريخ
في 24 فبراير 2024، وقعت مصر، عقدا لتطوير مشروع رأس الحكمة بشراكة إماراتية، على أن يستقطب المشروع استثمارات تزيد قيمتها عن 150 مليار دولار خلال مدة تطوير المشروع، تتضمن 35 مليار دولار استثمارا أجنبيا مباشرا للدولة المصرية خلال شهرين. يتوزع بواقع 24 مليار دولار سيولة نقدية، و11 ملياراً من الودائع الإماراتية لدى البنك المركزي المصري التي سيتم تحويلها إلى الجنيه واستخدامها في أعمال التطوير. في 28 فبراير 2024 قال الرئيس المصري عبد الفتاح السيسي، إن جزءا من المبالغ المعلنة في صفقة مشروع رأس الحكمة مع الإمارات وصلت للبنك المركزي، مؤكدا أنها ستكون مدينة عالمية بها حياة مستمرة على مدار السنة وأنشطة كثيرة بعضها سيدخل مصر لأول مرة. في 29 فبراير 2024، أكد رئيس الحكومة المصرية مصطفى مدبولي، بأن بلاده استلمت 5 مليارات دولار من الدفعة الأولى لصفقة الشراكة الاستثمارية مع دولة الإمارات العربية المتحدة لتطوير مدينة "رأس الحكمة". وفي 15 مايو 2024 أعلنت الحكومة المصرية أنها تسلّمت مبلغ 14 مليار دولار من الجانب الإماراتي قيمة الدفعة الثانية من صفقة "رأس الحكمة" وكذلك بدء إجراءات التنازل عن قيمة وديعة دولارية إماراتية بالبنك المركزي المصري بقيمة 6 مليارات دولار.
وفي 24 أبريل 2024 وافق مجلس الوزراء المصري على مشروع قرار بإنشاء منطقة حرة خاصة تحت اسم "شركة مشروع رأس الحكمة للتنمية العمرانية" وإنشاء منطقة استثمارية وميناء تخصصي دولي سياحي (مارينا سياحي) في مدينة رأس الحكمة الجديدة.